# 市場駅 (福岡県)
市場駅（いちばえき）は、福岡県田川郡福智町市場にある平成筑豊鉄道伊田線の駅である。駅番号はHC6。
平成筑豊鉄道が開業して約1年後に開業した駅で、周囲は田園地帯が広がっている。

## 歴史
- 1990年（平成2年）4月1日：平成筑豊鉄道により開業[1]。

## 駅構造
相対式ホーム2面2線を有する地上駅。複線区間に位置する。駅舎はなく待合所のみが設置されている。無人駅。築堤上にある。地上とは階段のみで結ばれ、バリアフリー非対応である。

### のりば
| ホーム | 路線    | 方向 | 行先                                 | 備考 |
| ------ | ------- | ---- | ------------------------------------ | ---- |
| 東側   | ■伊田線 | 上り | 金田・田川伊田・田川後藤寺・行橋方面 |      |
| 西側   | ■伊田線 | 下り | 直方方面                             |      |

※案内上ののりば番号は割り当てられていない。

## 利用状況
2015年度の1日平均乗降人員は67人である。

## 駅周辺
- 福岡県道22号田川直方線　(現道)
- 福岡県道95号添田赤池線（未開通）
- 市場保育園
- 田川農業協同組合赤池出張所
- 春日神社

## 隣の駅
平成筑豊鉄道
■伊田線
中泉駅 (HC5)  - 市場駅 (HC6)  - ふれあい生力駅 (HC7)